# هارولد جاكوبي
هارولد جاكوبي (بالإنجليزية: Harold Jacoby)‏ (و. 1865 – 1932 م) هو عالم فلك من الولايات المتحدة الأمريكية. 
توفي عن عمر يناهز 67 عاماً.

## التعليم
تعلم في جامعة كولومبيا.